# Villers-aux-Bois
Villers-aux-Bois è un comune francese di 278 abitanti situato nel dipartimento della Marna nella regione del Grand Est.

## Società

### Evoluzione demografica
Abitanti censiti